# Neokopinata sawarka
Neokopinata sawarka is een vliesvleugelig insect uit de familie van de bronswespen (Chalcididae). De wetenschappelijke naam werd voor het eerst geldig gepubliceerd in 2003 door T. C. Narendran.